# Golborne
Golborne – miasto w Anglii, w hrabstwie Wielki Manchester w dystrykcie metropolitalnym Wigan. 23 111 mieszkańców. Do 1989 ośrodek wydobycia węgla kamiennego.